# 物語山

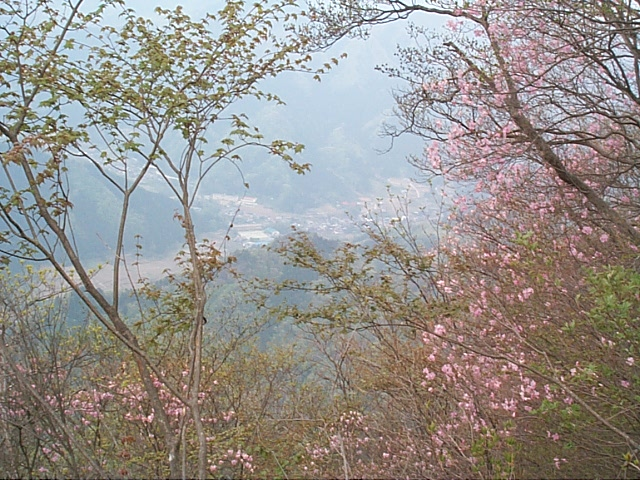
春4月末に物語山から下界を見る

物語山（ものがたりやま）は、群馬県甘楽郡下仁田町にある山。海抜は1,019.3メートル。
かつてここに山城があり、落城の際に城の財宝を山中の巨岩「メンべ岩」に埋めたという物語が伝説で残っており「物語山」と名付けられたという。なお、メンベ岩は登頂不可とされている。
国道254号沿いのサンスポーツランドに登山口への道があるのでアクセスがよく、急登ありガレキありの登り甲斐のある山としてハイカーに知られている。

## 参照項目
- 下仁田町の名所・旧跡・観光